# Oligogetes relictus
Oligogetes relictus là một loài côn trùng trong họ Solenoptilidae thuộc bộ Neuroptera. Loài này được Makarkin miêu tả năm 1998.